# Championnat du Brésil de football de deuxième division 2021
Navigation
Série B 2020 Série B 2022
La saison 2021 de Série B est la quarante-et-unième édition de du championnat du Brésil de football de deuxième division, qui constitue le deuxième échelon national du football brésilien et oppose vingt clubs professionnels, à savoir les douze clubs ayant terminé entre la 5e et la 16e place lors de la Série B 2020, ainsi que quatre clubs relégués de Série A 2020 et quatre clubs promus de Série C.

## Organisation
Le championnat débute le 29 mai 2021 et se clôt le 27 novembre 2021. Il comprend 38 journées, les clubs s'affrontant deux fois en matches aller-retour.

## Compétition

### Règlement
L'article 12 du chapitre III du règlement général des compétitions de la CBF définit la distribution des points tel que suit :
- 3 points en cas de victoire
- 1 point en cas de match nul
- 0 point en cas de défaite

En cas d'égalité, l'article 9 du chapitre IV du règlement spécifique à la Série B de la CBF départage les équipes selon les critères suivants dans cet ordre :
- Nombre de matchs gagnés
- Différence de buts générale
- Nombre de buts marqués
- Confrontations directes : Le match aller et le match retour sont alors considérés comme un seul et unique match de 180 minutes. En cas d'égalité sur l'ensemble de ces deux matches, il n'est pas donné d'avantage au plus grand nombre de buts marqués à l'extérieur et on procède alors à l'examen des critères suivants.
- Nombre de cartons rouges reçus
- Nombre de cartons jaunes reçus
- Tirage au sort

## Participants
| Club              | Ville          | Entraîneur           |
| Clt 2020          | Ville          | Entraîneur           |
| ----------------- | -------------- | -------------------- |
| Vasco da Gama     | Rio de Janeiro | Fernando Diniz       |
| Goiás             | Goiânia        | Marcelo Cabo         |
| Coritiba          | Curitiba       | Gustavo Morínigo     |
| Botafogo          | Rio de Janeiro | Enderson Moreira     |
| CSA               | Maceió         | Mozart               |
| Sampaio Corrêa    | São Luís       | João Brigatti        |
| Ponte Preta       | Campinas       | Gilson Kleina        |
| Operário          | Ponta Grossa   | Ricardo Catalá       |
| Avaí              | Florianópolis  | Claudinei Oliveira   |
| CRB               | Maceió         | Allan Aal            |
| Cruzeiro          | Belo Horizonte | Vanderlei Luxemburgo |
| Brasil de Pelotas | Pelotas        | Jersinho Testoni     |
| Guarani           | Campinas       | Daniel Paulista      |
| Vitória           | Salvador       | Wágner Lopes         |
| Confiança         | Aracaju        | Luizinho Lopes       |
| Náutico           | Recife         | Hélio dos Anjos      |
| Vila Nova         | Goiânia        | Higo Magalhães       |
| Remo              | Belém          | Eduardo Baptista     |
| Brusque           | Brusque        | Waguinho Dias        |
| Londrina          | Londrina       | Márcio Fernandes     |

### Classement
| Rang | Équipe            | Pts | J  | G  | N  | P  | Bp | Bc | Diff |
| ---- | ----------------- | --- | -- | -- | -- | -- | -- | -- | ---- |
| 1    | Botafogo R        | 70  | 38 | 20 | 10 | 8  | 56 | 31 | +25  |
| 2    | Goiás R           | 65  | 38 | 17 | 14 | 7  | 48 | 31 | +17  |
| 3    | Coritiba R        | 64  | 38 | 18 | 10 | 10 | 49 | 35 | +14  |
| 4    | Avaí              | 64  | 38 | 18 | 10 | 10 | 44 | 35 | +9   |
| 5    | CSA               | 62  | 38 | 18 | 8  | 12 | 48 | 33 | +15  |
| 6    | Guarani           | 60  | 38 | 16 | 12 | 10 | 54 | 41 | +13  |
| 7    | CRB               | 60  | 38 | 16 | 12 | 10 | 47 | 39 | +8   |
| 8    | Náutico           | 53  | 38 | 14 | 11 | 13 | 50 | 50 | 0    |
| 9    | Vila Nova P       | 51  | 38 | 12 | 15 | 11 | 35 | 36 | -1   |
| 10   | Vasco da Gama R   | 49  | 38 | 13 | 10 | 15 | 43 | 52 | -9   |
| 11   | Ponte Preta       | 49  | 38 | 12 | 13 | 13 | 39 | 40 | -1   |
| 12   | Operário          | 48  | 38 | 13 | 9  | 16 | 35 | 46 | -11  |
| 13   | Brusque P         | 48  | 38 | 13 | 9  | 16 | 44 | 56 | -12  |
| 14   | Cruzeiro          | 48  | 38 | 10 | 18 | 10 | 42 | 44 | -2   |
| 15   | Sampaio Corrêa    | 47  | 38 | 12 | 11 | 15 | 41 | 42 | -1   |
| 16   | Londrina P        | 44  | 38 | 11 | 11 | 16 | 31 | 41 | -10  |
| 17   | Remo P            | 43  | 38 | 11 | 10 | 17 | 31 | 42 | -11  |
| 18   | Vitória           | 40  | 38 | 8  | 16 | 14 | 31 | 32 | -1   |
| 19   | Confiança         | 37  | 38 | 9  | 10 | 19 | 35 | 48 | -13  |
| 20   | Brasil de Pelotas | 23  | 38 | 4  | 11 | 23 | 23 | 42 | -19  |

| Légende : Qualifications et relégations | Légende : Qualifications et relégations                     |
| --------------------------------------- | ----------------------------------------------------------- |
|                                         | 1er, 2e, 3e et 4e du championnat : Promotion en Série A     |
|                                         | 17e, 18e, 19e et 20e du championnat : Relégation en Série C |
|                                         | R : Relégué de Série A P : Promu de Série C                 |

## Bilan de la saison
| Championnat du Brésil de football de deuxième division 2021         |                     |
| Champion                                                            | Botafogo (2e titre) |
| Promotions et relégations                                           |                     |
| Promus en Championnat du Brésil de football                         | Botafogo            |
| Promus en Championnat du Brésil de football                         | Goiás               |
| Promus en Championnat du Brésil de football                         | Coritiba            |
| Promus en Championnat du Brésil de football                         | Avaí                |
| Relégués en Championnat du Brésil de football de deuxième division  | Grêmio              |
| Relégués en Championnat du Brésil de football de deuxième division  | Bahia               |
| Relégués en Championnat du Brésil de football de deuxième division  | Sport Recife        |
| Relégués en Championnat du Brésil de football de deuxième division  | Chapecoense         |
| Promus en Championnat du Brésil de football de deuxième division    | Ituano              |
| Promus en Championnat du Brésil de football de deuxième division    | Tombense            |
| Promus en Championnat du Brésil de football de deuxième division    | Criciúma            |
| Promus en Championnat du Brésil de football de deuxième division    | Novorizontino       |
| Relégués en Championnat du Brésil de football de troisième division | Remo                |
| Relégués en Championnat du Brésil de football de troisième division | Vitória             |
| Relégués en Championnat du Brésil de football de troisième division | Confiança           |
| Relégués en Championnat du Brésil de football de troisième division | Brasil de Pelotas   |